# أرابيلا دورمان
أرابيلا دورمان (بالإنجليزية: Arabella Dorman)‏ (من مواليد 1975 في لندن) هي فنانة حرب بريطانية ورسامة صور. تم اختيار دورمان لتكون واحدة صمن «100 امرأة» في بي بي سي في عام 2014.

## حياتها
وُلدت دورمان في عام 1975 في لندن، ودرست في مدرسة بيام شاو للفنون في لندن (التي اندمجت لاحقًا مع معهد سانت مارتين) وجامعة إدنبرة،  وتزوجت من دومينيك إليوت، وهو صانع أفلام.
في عام 2006، أصبحت دورمان أول فنانة حرب رسمية في بريطانيا تذهب إلى الخطوط الأمامية في العراق بعد أن تلقت دعوة من الجنرال ريتشارد شيريف، الذي كان قد اشترى أحد أعمالها. بدأت دورمان حياتها المهنية في العراق مع قوات السترات الملكية الخضراء في قصر البصرة، حيث تعرضت مراراً لنيران العدو، ثم ذهبت إلى الصحراء بالقرب من الحدود الإيرانية. قضت دورمان بعض الوقت مع القوات البريطانية في أفغانستان في الفترة بين 2009-2014. في عام 2009 ذهبت دورمان إلى الكتيبة الثانية، في سنجين، ولاية هلمند، على الرغم من أنه لم يُسمح لها بمرافقة الجنود أثناء الدوريات، وفي عام 2010 انتقلت داخل أفغانستان من قاعدتها في كابول.
عملت دورمان مع اللاجئين في ليسبوس، وكاليه، ودنكيرك في عام 2015 وعام 2016. وفي كانون الأول / ديسمبر 2015، أنشأت دورمان معرضًا فنيًا كان أبرز ما عُرض فيه منشأة فنية في صورة زورق صغير، كان قد استثخدم لنقل اللاجئين عبر البحر الأبيض المتوسط، من سطح كنيسة سانت جيمس، في بيكاديللي. استمر المعرض الذي سُمي بالرحلة الجوية، حتى فبراير 2016، اهتم المعرض بعرض رحلات اللاجئين باستخدام التقليدات القديمة المتمثلة في القوارب المعلقة من أسقف الكنيسة.
عرضت دورمان أعمالها في أماكن مثل متحف الحرب الامبراطوري، ومعرض فروست وريد، ولا غاليريا بال مول.

## وصلات خارجية
- الموقع الرسمي